# 都拉营街道
都拉营街道是中华人民共和国贵州省貴陽市白云区下辖的一个街道办事处。
2012年8月14日，贵阳市人民政府通知决定撤销49个街道办事处，设立90个社区服务中心。
2020年1月10日，贵阳市人民政府通知决定撤销社区服务中心，恢复设立街道办事处。

## 行政区划
都拉营街道下辖以下村级行政区划单位：
汇通广场社区、汇通花园社区、铁路社区、云都社区。